# Sowetsk (Kirow)
Sowetsk (russisch Советск) ist eine Stadt in der Oblast Kirow (Russland) mit  16.598 Einwohnern (Stand 14. Oktober 2010).

## Geografie
Die Stadt liegt etwa 140 km südlich der Oblasthauptstadt Kirow nahe der Mündung der Pischma in die Wjatka, einen rechten Nebenfluss der Kama.
Sowetsk ist Verwaltungszentrum des gleichnamigen Rajons.

## Geschichte
Der Ort entstand 1594 (nach anderen Angaben 1609) im Siedlungsgebiet der Mari unter dem Namen Kukarka. 1918 erhielt er unter dem heutigen Namen den Status einer Siedlung städtischen Typs und 1937 Stadtrecht.

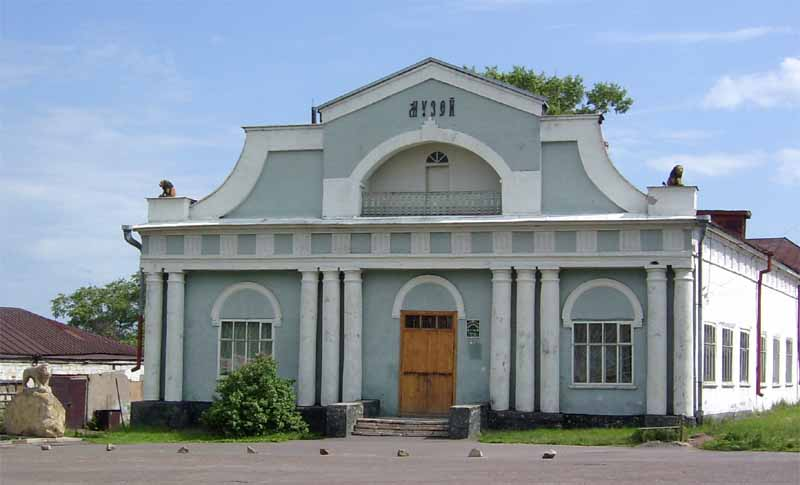
Heimatmuseum
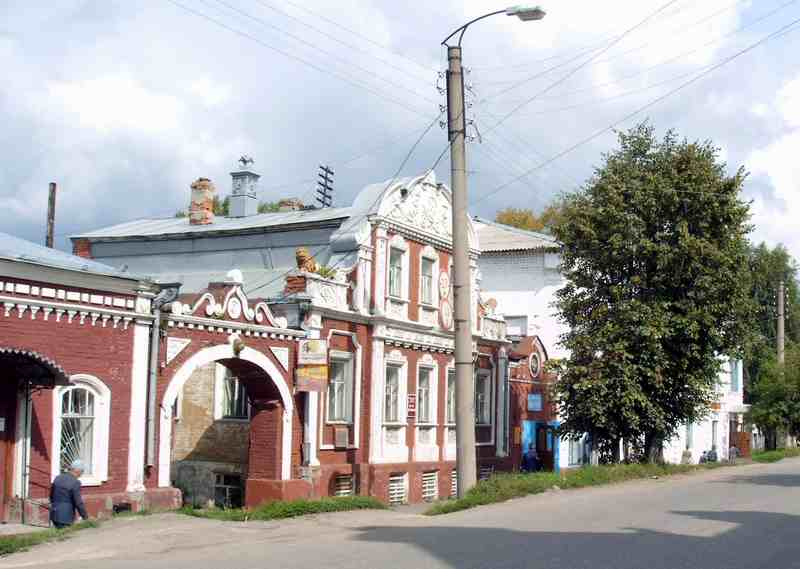
Altstadt

### Bevölkerungsentwicklung
| Jahr | Einwohner |
| ---- | --------- |
| 1939 | 10.764    |
| 1959 | 14.643    |
| 1970 | 17.027    |
| 1979 | 18.436    |
| 1989 | 19.368    |
| 2002 | 18.167    |
| 2010 | 16.598    |

Anmerkung: Volkszählungsdaten

## Söhne und Töchter der Stadt
- Wjatscheslaw Molotow (1890–1986), sowjetischer Staatsmann
- Boris Schischkin (1886–1963), Botaniker